# Bahnhof Amanvillers
Der Bahnhof Amanvillers war der Bahnhof der Gemeinde Amanvillers (deutsch Amanweiler) in Lothringen und von 1873 bis 1918 deutscher Grenzbahnhof an der Bahnstrecke Conflans-Jarny–Metz.

## Ausgangslage
Der Bau der Strecke begann noch vor dem Deutsch-Französischen Krieg. Durchgängig befahrbar war sie aber erst ab 23. Juni 1873 und gehörte nun in ihrem östlichen Abschnitt – ebenso wie der Bahnhof Amanweiler – zu den Reichseisenbahnen in Elsaß-Lothringen (EL). Der Bahnhof war der deutsche Grenzbahnhof, Batilly der gegenüber liegende französische. Zwischen beiden Gemeinden verlief die deutsch-französische Grenze. Die ursprüngliche Bahnhofsanlage erwies sich für einen Grenzbahnhof als zu klein und wurde schnell erweitert, unter anderem durch einen Rundlokschuppen mit 19 Gleisen und eine Drehscheibe von 20 m Durchmesser.:38, 40

## Empfangsgebäude
Das erste Empfangsgebäude war bereits 1869 fertiggestellt und erwies sich in der Folge angesichts der in einem Grenzbahnhof unterzubringenden Behörden und des dort stationierten Eisenbahnpersonals als viel zu klein. Dieses erste Gebäude übernahm die Reichspost und vergrößerte es 1896 um einen Anbau. Bei allen politischen Wechseln verblieb die Post hier bis 1954.:38
Angesichts des Platzbedarfs errichtete die EL sehr bald ein zweites, sehr viel repräsentativeres Empfangsgebäude, das sie einfach westlich des ersten platzierte. Es handelte sich um ein zweistöckiges Mittelteil von fünf Achsen mit zwei an jeder Seite anschließenden, ebenfalls fünfachsigen, einstöckigen Flügeln. Alle 15 Achsen hatten im Erdgeschoss je eine rundbogige Tür oder ein rundbogiges Fenster. Ansonsten hatte das Empfangsgebäude die übliche Ausstattung eines großen Bahnhofs, einschließlich getrennter Wartesäle für Reisende der 3. Klasse, der 1. und 2. Klasse und für allein reisende Damen.:39 Seit 1919 hieß der Bahnhof Amanvillers und gehörte zur Administration des chemins de fer d’Alsace et de Lorraine (AL), ab 1938 zur SNCF. Dieses zweite Gebäude wurde – ebenso wie die meisten anderen technischen Anlagen des Bahnhofs – 1944 beim Rückzug der deutschen Wehrmacht zerstört.:40
Nach dem Zweiten Weltkrieg wurden die Funktionen des Empfangsgebäudes in einer provisorischen Holzbaracke untergebracht. 1954 zogen die Bahndienststellen wieder in das erste Empfangsgebäude um, das von der Post geräumt worden war.:40

## Verkehr
Der Bahnhof diente auch den umliegenden Dörfern. Es gab spezielle „Milchzüge“ mit denen die Landwirte von hier die Milch in die Molkerei nach Metz verschickten.:39
Der Personenverkehr auf der Strecke wurde zum 1. August 1973 aufgegeben:40, die Strecke im Bereich von Amanvillers abgebaut. Die Gemeinde übernahm das Bahnhofsgelände. Das erste – und letzte – Empfangsgebäude wurde 1986 abgerissen.